# Robinson (Kansas)
Robinson es una ciudad ubicada en el condado de Brown en el estado estadounidense de Kansas. En el año 2010 tenía una población de 234 habitantes y una densidad poblacional de 212,73 personas por km².

## Geografía
Robinson se encuentra ubicada en las coordenadas 39°48′59″N 95°24′38″O / 39.81639, -95.41056 (39.816256, -95.410567).

## Demografía
Según la Oficina del Censo en 2000 los ingresos medios por hogar en la localidad eran de $20,938 y los ingresos medios por familia eran $24,375. Los hombres tenían unos ingresos medios de $30,208 frente a los $16,364 para las mujeres. La renta per cápita para la localidad era de $13,203. Alrededor del 22.3% de la población estaban por debajo del umbral de pobreza.